# Graffenrieda obliqua
Graffenrieda obliqua är en tvåhjärtbladig växtart som beskrevs av José Jéronimo Triana. Graffenrieda obliqua ingår i släktet Graffenrieda och familjen Melastomataceae.
Artens utbredningsområde är Guyana. Inga underarter finns listade i Catalogue of Life.